# Strix leptogrammica
Strix leptogrammica é uma espécie de ave estrigiforme pertencente à família Strigidae.